# SoFi Stadium
Het SoFi Stadium is een multifunctioneel stadion in Inglewood, een stad in de Amerikaanse staat Californië. De naam komt van het bedrijf SoFi Technologies, Inc. 
Het werd geopend op 8 september 2020 en heeft een capaciteit voor 70.240 toeschouwers. Het stadion wordt vooral gebruikt voor Americanfootballwedstrijden. De clubs Los Angeles Chargers en Los Angeles Rams maken gebruik van dit stadion. Dit stadion is een van de stadions die gebruikt gaat worden op het FIFA wereldkampioenschap voetbal van 2026.

## Bouw
Het stadion werd gebouwd op het terrein van het Hollywood Park Racetrack, een renbaan. Die was sinds 2013 gesloten en grotendeels afgebroken om plaats te maken voor nieuwe projecten. De eigenaar van de Los Angeles Rams, Stan Kroenke, had al eerder een stuk grond ten noorden van dit terrein aangekocht, waardoor al er jaren speculaties waren of de 'Rams' wel of niet terug zouden keren naar de omgeving van Los Angeles.
In 2016 werd definitief besloten om de Los Angeles Rams terug te laten keren vanuit St. Louis naar Los Angeles. Het stadion zou worden gebouwd door Turner Construction en AECOM. Het architectenbureau HKS ontwierp het stadion.
Officieel begon de bouw op 17 november 2016. De opening werd met een jaar uitgesteld, in de planning stond deze voor het seizoen 2019/20, maar dit werd uitgesteld naar 2020/21. De oorzaak die werd aangewezen was de vele regen. In 2019 werd gemeld dat het stadion voor 75% klaar was.

## Grote evenementen

### Super Bowl
In 2022 werd in dit stadion de finale van de Super Bowl gespeeld. De thuisclub 'Rams', speelde daarin tegen Cincinnati Bengals. De finale werd gespeeld op 13 februari 2022. Aanvankelijk zou de finale van het seizoen ervoor in dit stadion zijn, maar doordat de opening voor een jaar was uitgesteld kon dit niet doorgaan.

### Overige
Dit is ook een van de stadions die zal worden gebruikt voor het wereldkampioenschap voetbal 2026. Het wordt ook gebruikt voor de Olympische Zomerspelen 2028. Er staan onder andere de openings- en sluitingsceremonie gepland. In de zomer van 2025 werd hier de openingswedstrijd van de CONCACAF Gold Cup 2025 gespeeld. De wedstrijd ging tussen Mexico en de Dominicaanse Republiek.

## Afbeeldingen

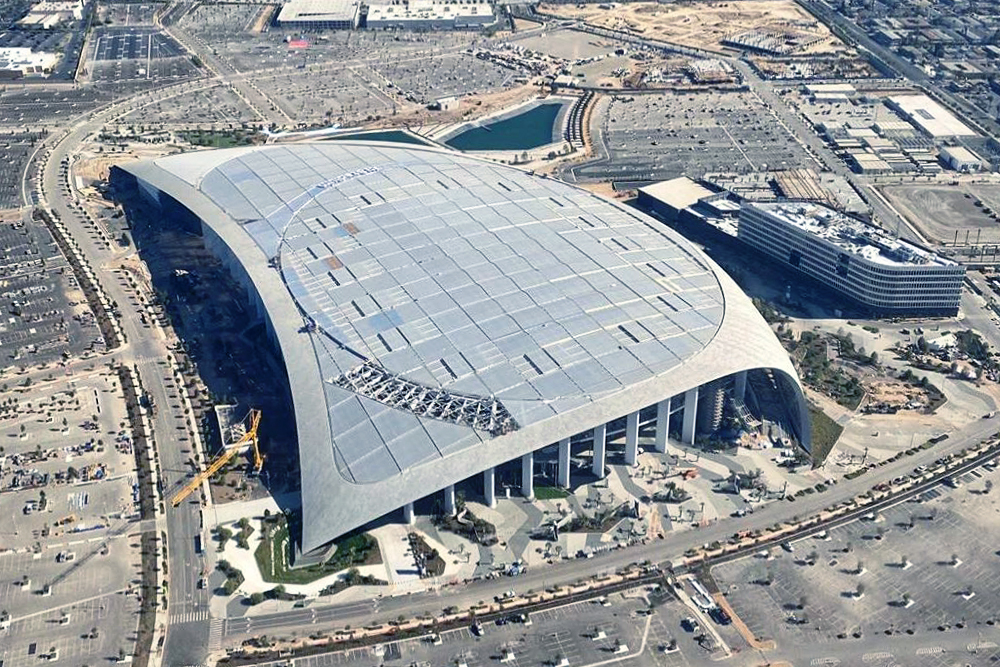
Buitenkant van het stadion, foto van juli 2020, vlak voor de oplevering.